# Wagenthal
Wagenthal ist ein Gemeindeteil der Gemeinde Warmensteinach im Landkreis Bayreuth (Oberfranken, Bayern). Wagenthal liegt in der Gemarkung Oberwarmensteinach.

## Geografie
Die Einöde liegt in der Talmulde des Rainbachs, eines linken Zuflusses der Warmen Steinach, zwischen dem Eisenberg (733 m ü. NHN) im Norden und dem Dürrberg (770 m ü. NHN) im Süden. Eine Anliegerstraße führt nach Oberwarmensteinach (0,8 km nördlich).

## Geschichte
1536 wurde die Flur „inn das Wagenntall“ erstmals schriftlich erwähnt. 1549 wurde dort mit dem Bergbau begonnen und 1608 der Bergwerkstollen „in den Wagenthal“ genannt.
1792 bestand Wagenthal aus zwei Anwesen (der „bayerische“ Hof, der „pfälzische“ Hof mit je 1⁄3 Hoffuß).
Mit dem Ersten Gemeindeedikt wurde Wagenthal dem 1808 gebildeten Steuerdistrikt Oberwarmensteinach und der 1818 gebildeten Ruralgemeinde Oberwarmensteinach zugewiesen. Am 1. Mai 1978 wurde Wagenthal in die Gemeinde Warmensteinach eingegliedert.

### Einwohnerentwicklung
| Jahr      | 001818 | 001824 | 001861 | 001871 | 001885 | 001900 | 001925 | 001950 | 001961 | 001970 | 001987 |
| Einwohner | 17     | 43     | 11     | 15     | 12     | 15     | 7      | 10     | 7      | 3      | 2      |
| Häuser    |        | 1      |        |        | 2      | 2      | 1      | 1      | 1      |        | 1      |
| Quelle    | [ 11 ] | [ 8 ]  | [ 12 ] | [ 13 ] | [ 14 ] | [ 15 ] | [ 16 ] | [ 17 ] | [ 18 ] | [ 19 ] | [ 1 ]  |

## Religion
Wagenthal ist römisch-katholisch geprägt und war ursprünglich nach Mariä Verkündigung (Fichtelberg) gepfarrt. Seit Mitte des 20. Jahrhunderts ist die Pfarrei St. Laurentius (Oberwarmensteinach) zuständig.